# Marie Léonide Charvin
Marie Léonide Charvin, meglio conosciuta col nome d'arte di Agar (Sedan, 18 settembre 1832 – Mustapha, 15 agosto 1891), è stata un'attrice teatrale francese.

## Biografia
Esordì nel 1859 all'École lyrique di Parigi, recitando nel 1862 al teatro dell'Odeon, alla Comédie-Française con la protezione di Napoleone III, all'Ambigu, alla Gaîté; girò in varie compagnie, anche all'estero.
I suoi non buoni rapporti con le sue compagne e con l'amministratore Thierry, le impedirono di ottenere quel successo che avrebbe meritato, grazie alle sue doti naturali di attrice tragica, dalla corporatura maestosa, dai bei lineamenti, dalla voce grave e profonda.
Tra le sue interpretazioni, si ricorda quella de Il passante (Le passant) di François Coppée nel 1869.